# Municipio de Hardscrabble
El municipio de Hardscrabble (en inglés: Hardscrabble Township) es un municipio ubicado en el condado de Williams en el estado estadounidense de Dakota del Norte. En el año 2010 tenía una población de 86 habitantes y una densidad poblacional de 0,66 personas por km².

## Geografía
El municipio de Hardscrabble se encuentra ubicado en las coordenadas 48°4′16″N 103°56′36″O / 48.07111, -103.94333. Según la Oficina del Censo de los Estados Unidos, el municipio tiene una superficie total de 130.16 km², de la cual 130,13 km² corresponden a tierra firme y (0,02 %) 0,03 km² es agua.

## Demografía
Según el censo de 2010, había 86 personas residiendo en el municipio de Hardscrabble. La densidad de población era de 0,66 hab./km². De los 86 habitantes, el municipio de Hardscrabble estaba compuesto por el 83,72 % blancos, el 13,95 % eran amerindios y el 2,33 % eran de una mezcla de razas. Del total de la población el 3,49 % eran hispanos o latinos de cualquier raza.